# Godofreu I de Baixa Lotaríngia
Godofreu II de Verdun, nascut vers el 965, mort el 1023, va ser comte de Verdun i de les Ardenes (1002 - 1012), i després duc de Baixa Lotaríngia (com a Godofreu I de Baixa Lotaríngia, 1012 - 1023). Era el fill gran de Godofreu I de Verdun conegut com a Godofreu el Captiu, comte de Verdun, i de Matilde de Saxònia.
Va succeir al seu pare a Verdun i les Ardenes. El 1012, a la mort d'Otó, duc de Baixa Lotaríngia, l'emperador Enric II el Sant el va designar al capdavant d'aquest ducat per recomanació del bisbe de Cambrai Gerard I. Aquesta tria estava motivada per diverses consideracions: es tractava de reforçar la frontera occidental del Sacre Imperi Romanogermànic enfront del regne de França, tot pacificant el ducat. Godofreu, originari de l'Alta Lotaríngia, no havia participat en les lluites de l'aristocràcia de la  Baixa Lotaríngia i s'havia mostrat sempre un de fidel dels emperadors otonians. Es beneficiava a més a més del suport dels seus germans Goteló, marquès d'Anvers, d'Herman, marquès d'Ename (al Brabant).
Va confiar el comtat de Verdun el 1012 al seu germà Frederic. El seu nomenament a la Baixa Lotaríngia va suscitar gelosies, i va haver de combatre a Lambert I de Lovaina comte de Lovaina, cunyat de l'antic duc, i a Renyer V, comte de Mons, nebot de Lambert. Godofreu els va derrotar a Florennes el 12 de setembre de 1015: Lambert va morir, i Renyer va haver de fer la pau, i casar-se amb Matilde de Verdun, una neboda de Godofreu, i va rebre en dot el Comtat d'Hainaut que des de feia 50 anys estava reduït a Mons.
Llavors va haver de combatre el comte de Metz, Gerard, a qui va infligir el 27 d'agost de 1017 una seriosa derrota, malgrat estar en inferioritat numèrica. L'any següent, de resultes de la dieta de Nimega, l'emperador Enric II li va encarregar de castigar el comte felló Teodoric III de Frísia Occidental (Holanda), però va ser vençut a la batalla de Vlaardingen i fet presoner, si bé fou alliberat ben aviat.
Godofreu va morir sense fills el 1023, i el seu germà més jove, Goteló I el va succeir.